# Régionalisme (relations internationales)
Pour les articles homonymes, voir Régionalisme.
 (mars 2016).
Si vous disposez d'ouvrages ou d'articles de référence ou si vous connaissez des sites web de qualité traitant du thème abordé ici, merci de compléter l'article en donnant les références utiles à sa vérifiabilité et en les liant à la section « Notes et références ».

Drapeau et emblème de l'Union économique eurasiatique, exemple d'union régionale

Le régionalisme correspond à un phénomène de regroupement de pays géographiquement proches, qui a pour but de faciliter les échanges commerciaux entre eux. Il diffère du multilatéralisme. Il s'agit d'une dimension médiane entre l'échelon étatique et le système mondial. C'est dans le contexte post-bipolaire (post Guerre Froide) et de l'accélération de la mondialisation que le régionalisme devient à un phénomène à l'échelle mondiale.
Une des racines du régionalisme en relations internationales se trouve dans la Société des Nations, qui affirma l'idée d'un régionalisme économique européen dans les années 1925-1932.
Depuis le cycle d'Uruguay ce type d'accords s'est développé en réaction souvent à la lenteur des négociations de l'OMC[réf. nécessaire].

## Exemples
- UE
- ALENA
- Mercosur
- CEDEAO